# Diego Occhiuzzi
Diego Occhiuzzi (* 30. April 1981 in Neapel) ist ein ehemaliger italienischer Säbelfechter.

## Erfolge
Diego Occhiuzzi erzielte vor allem mit der Mannschaft zahlreiche Erfolge. Bei Weltmeisterschaften gewann er mit ihr nach dritten Plätzen 2007 in St. Petersburg und 2011 in Catania sowie zweiten Plätzen 2009 in Antalya und 2010 in Paris den Titel bei der Weltmeisterschaft 2015 in Moskau. In den Jahren 2009, 2010, 2011, 2013 und 2014 wurde er zudem mit der Mannschaft Europameister, 2015 und 2016 folgten noch zweite Plätze. Er nahm an drei Olympischen Spielen teil. 2008 in Peking belegte er im Einzel den 23. Rang, mit der Mannschaft gewann er nach einem abschließenden 45:44-Erfolg gegen Russland die Bronzemedaille. Vier Jahre darauf erreichte er in London unter anderem nach Siegen gegen Timothy Morehouse im Viertelfinale und Rareș Dumitrescu im Halbfinale das Gefecht um Gold. In diesem unterlag er Áron Szilágyi mit 8:15 und erhielt so Silber. Im Mannschaftswettbewerb wiederholte er den Erfolg von Peking mit einer weiteren Bronzemedaille. Bei den Olympischen Spielen 2016 in Rio de Janeiro schloss er die Einzelkonkurrenz auf dem 18. Rang ab.
Occhiuzzi, der für das Centro Sportivo dell’Aeronautica Militare focht, ist verheiratet und hat eine Tochter. Er studierte Rechtswissenschaften an der Universität Neapel Federico II. 2008 erhielt er den Verdienstorden der Italienischen Republik in der Ritter-Stufe.